# Róma–Ancona-vasútvonal
A Róma–Ancona-vasútvonal egy vasúti fővonal Olaszországban Róma és Ancona között. A vasútvonal 1435 mm nyomtávolságú, részben kétvágányú, 299 km hosszúságú, 3000 V egyenárammal villamosított. A vonatok legnagyobb engedélyezett sebessége 180 km/h.
A vasútvonalon egyaránt közlekednek regionális- InterCity- és EuroCity vonatok is. A vonal kapacitását nagyban csökkenti, hogy a 299 km-ből 125 km egyvágányú.